# فروغ عباسی
فروغ عباسی (زادهٔ ۲۴ شهریور ۱۳۷۲ در شیراز) عضو اسبق تیم‌های ملی دوچرخه سواری (جاده و سرعت) و سنگنوردی و یکی از اعضای تیم ملی ایران در بازی‌های المپیک زمستانی ۲۰۱۴ و المپیک زمستانی ۲۰۱۸ در رشتهٔ اسکی آلپاین و نخستین بانوی ایرانی که در دو دوره المپیک زمستانی شرکت کرده‌است. فروغ عباسی در دوره بیست و دوم بازی‌های المپیک زمستانی در سوچی روسیه به عنوان چهل و هشتم دست یافته بود. . " به نسبت المپیک سوچی، سطح مسابقات کره جنوبی از هر نظر پایین تر بود / رکورد خودم را در این بازی‌ها ۱۱ ثانیه بهبود بخشیدم که از این اتفاق بسیار راضی بودم / وضعیت آب و هوایی سختی در کره جنوبی برقرار بود به طوریکه نخستین رقابتم لغو شد / خوبی حضور در المپیک برای کشورمان این است که در کنار برترین‌های جهان حضور داریم و از تجربیات آنها استفاده می‌کنیم " .

فروغ عباسی نماینده ایران در بیست و سومین دوره االمپیک زمستانی ۲۰۱۸ پیونگ یانگ کره جنوبی در پایان با زمان دو دقیقه و چهار ثانیه و شش صدم ثانیه به عنوان چهل و نهم دست یافت.

## عناوین و افتخارات
فروغ عباسی تاکنون چندین مدال طلا، نقره و برنز مسابقات داخلی و بین‌المللی را برای ایران برده‌است. او در ایران به عنوان اولین بانوی ایرانی پرچمدار المپیک زمستانی نیز انتخاب شده‌است. وی در المپیک روسیه در ردهٔ ۴۸ و در المپیک کره جنوبی با قرار گرفتن در رده ۴۹ عملکرد زمانی خود را بهبود بخشید.  آخرین مدال فروغ عباسی در سال ۱۳۹۸ با کسب رده سوم در مسابقات بین‌المللی ترکیه بدست آمد.

- المپیک:
  - بازی‌های المپیک زمستانی روسیه 2014[۲]
  - بازی‌های المپیک زمستانی کره جنوبی 2018[۳]
- مسابقات جهانی :
  - سوئد ۲۰۱۹ - اسکی مارپیج کوچک و بزرگ[۴]
  - ایتالیا ۲۰۲۱- اسکی مارپیج کوچک و بزرگ [۱]
- مسابقات بین‌المللی:
  -  2013 لبنان - اسکی مارپیج کوچک[۵]
  -  2013 لبنان - اسکی مارپیج کوچک[۶]
  -  2013 لبنان - اسکی مارپیج کوچک [۱]
  -  2013 لبنان - اسکی مارپیج کوچک[۱]
  -  2013 لبنان - اسکی مارپیج بزرگ[۷]
  -  2013 لبنان - اسکی مارپیج بزرگ[۸]
  -  2013 ترکیه - اسکی مارپیج کوچک [۱]
  -  2013 ترکیه - اسکی مارپیج کوچک [۱]
  -  2013 ترکیه - اسکی مارپیج بزرگ[۹]
  -  2013 ترکیه - اسکی مارپیج بزرگ[۱۰]
  -  2013 ترکیه - اسکی مارپیج بزرگ[۱۱]
  -  2013 ترکیه - اسکی مارپیج بزرگ[۱۲]
  -  2017 ترکیه - اسکی مارپیج کوچک [۱]
  -  2019 ترکیه - اسکی مارپیج کوچک [۱]
- بازی‌های آسیایی:
  - چهارم - ۲۰۱۱ چین - دوچرخه سواری کوهستان[۱۳]
  -  2012 دیزین - اسکی آلپاین[۱۴]
  -  2012 دیزین - اسکی آلپاین[۱۵]
  -  2012 دیزین - اسکی آلپاین [۱]
  -  2013 دیزین - اسکی مارپیج کوچک[۱۶]
  -  2013 دیزین - اسکی مارپیج بزرگ [۱]
  - چهارم - ۲۰۱۵ کره جنوبی - اسکی مارپیج کوچک[۱۷]
  - هفتم - ۲۰۱۷ ژاپن - اسکی مارپیج کوچک و بزرگ[۱۸]
  -  2018 ایران - اسکی مارپیج کوچک [۱]
  -  2018 ایران - اسکی مارپیج بزرگ [۱]
- مسابقات کشوری:
  -  1387 فارس - سوارکاری استقامت[۱۹]
  -  2009 کرمان- سنگنوردی - سرطناب[۲۰]
- مسابقات لیگ:
  -  2011 تهران - دوچرخه سواری سرعت - کورسی[۲۱]